# Хассан Пірнія
Хасан Пірнія (перс. حسن پیرنیا; 1872–1935) — перський державний та політичний діяч, чотири рази обіймав посаду прем'єр-міністра країни.

## Життєпис
Був старшим сином Мірзи Насралли Хана, який очолював уряд за часів правління Мозаффара ед-Дін-шаха. Середню освіту здобув у Російській імперії, потім там же вивчав право.
1902 року отримав пост посла Персії в Росії. Повернувшись на батьківщину, підтримав конституційну революцію. Також він брав участь у підготовці конституції 1906 року, основні закони кількох європейських держав перською.
Обіймав посаду прем'єр-міністра у 1915, 1920, 1922 та 1923 роках. У червні 1922 року Хасан Пірнія був змушений подати у відставку з посту глави уряду через суперечки з керівництвом країни щодо розміру оборонного бюджету. Востаннє Пірнія був змушений піти з посади прем'єр-міністра у жовтні 1923 року через внутрішню нестабільність в Ірані, а також через серйозний конфлікт з міністром оборони.